# Unicode-Konsortium
Das Unicode-Konsortium (Unicode Inc.) ist eine gemeinnützige Organisation nach kalifornischem Recht, die den Unicode-Standard weiterentwickelt und herausgibt. Das Konsortium wird ausschließlich über Mitgliedsbeiträge finanziert. Die Mitgliedschaft steht allen natürlichen und juristischen Personen weltweit offen, die bereit sind, den Mitgliedsbeitrag zu entrichten und sich für die Ziele der Organisation zu engagieren. Viele große Softwareunternehmen wie Adobe Inc., Apple, Microsoft, Google, Meta und Oracle gehören dem Unicode-Konsortium an.
Präsident des Unicode-Konsortiums ist Mark Davis von Google.
Das Unicode-Konsortium arbeitet eng mit der Internationalen Organisation für Normung (ISO) zusammen, das die bezüglich der Zeichenkodierung mit Unicode vollkommen übereinstimmende Norm ISO 10646 herausgibt. Die Weiterentwicklung der Norm ISO 15924 (Script Codes) ist offiziell an das Unicode-Konsortium delegiert worden.

## Geschichte der Standardisierung von Kodierungssystemen
Eine der frühsten Formen der Digitalisierung war der Morsecode. Dieser wurde mit der Einführung von Fernschreibern aus den Telegrafennetzen verdrängt und durch Baudot-Code und Murray-Code ersetzt.
In der frühen elektronischen Datenverarbeitung waren etwa 60 verschiedene Kodierungen in Gebrauch, ehe sich der 1972 festgelegte 7-Bit-ASCII-Standard weitgehend durchgesetzt hat. Wie der Name („American Standard Code for Information Interchange“) schon sagt, diente der ASCII ursprünglich zur Darstellung von Schriftzeichen der englischen Sprache. So wurden verschiedene nationale Abwandlungen des ASCII-Standards in der ISO-Norm 646 festgelegt.
Die ISO-646-Kodierung bot keine Möglichkeit, mit verschiedenen nationalen Zeichensätzen kodierte Daten gleichzeitig darzustellen. So wurde unter Beibehaltung der ASCII-Kodierung für die unteren 128 Zeichen der Coderaum in ISO 8859 auf 8 Bit (256 Zeichen) erweitert, um beispielsweise den größten Teil der Sonderzeichen europäischer Sprachen gleichzeitig darstellen zu können.
Auch ein 8-Bit-Code bietet zu wenig Platz, alle Sonderzeichen gleichzeitig unterzubringen, weshalb es von ISO 8859 allein 15 regionale Versionen gibt. An die Festlegung eines brauchbaren chinesischen Zeichensatzes in 8-Bit-Kodierung ist gar nicht zu denken. Die zunehmende Internationalisierung aber erfordert eine einheitliche Zeichenkodierung, um den reibungslosen Austausch von Dokumenten zu gewährleisten. Unicode ist heute der unverzichtbare Standard für den internationalen, elektronischen Informationsaustausch.
Die ersten Versuche mit einem 16-Bit Code machte Joseph D. Becker Anfang der 1980er Jahre im Xerox PARC. Der erste Rechner mit 16-Bit-Schriften war 1981 der Xerox Star, der aber keinen kommerziellen Erfolg hatte. Becker entwarf mit befreundeten Mitarbeitern von Apple 1990 den Unicode-Standard 1.0. Im Jahre 1991 wurde dann das Unicode-Konsortium gegründet.